# グラン・トゥーリスモ (アルバム)
『グラン・トゥーリスモ』(Gran Turismo)は、スウェーデンのバンド、カーディガンズが1998年に発表した4作目のスタジオ・アルバム。日本で先行発売された。

## 背景
以前の作品と同様トーレ・ヨハンソンがプロデュースしたが、レコーディングはヨハンソンがマルメ郊外のスクループに新設したスタジオ、カントリー・ヘルで行われた。ヨハンソンはそれまでアナログ録音を主体としていたが、本作では大部分のパートを直接ハードディスクに録音し、ギターやベースの一部、それにドラムスは2インチのアナログ・テープで録音した。
バンドは本作で新しい方向性を模索しており、ピーター・スヴェンソンは「以前よりもシリアスなアルバム」、ベングド・ラガーバーグは「ドラムスやギターのループを取り入れて、以前のレトロなサウンドとは違うモダンな音になっている」と表現している。また、ニーナ・パーションは1998年10月11日付の『インデペンデント』紙のインタビューにおいて「"Lovefool"だけで私達のことを知った人には、このアルバムは期待通りじゃないかもしれないわね」と語っている。
本作発表に伴うワールド・ツアーの前、マグナス・スヴェニングソンがパニック発作のためバンドから脱退しようとするが、バンドはスヴェニングソンを休養させ、The Arkのラッセ・ユングベリをツアー・ベーシストに起用した。

## 反響・評価
母国スウェーデンでは1998年10月29日付のアルバム・チャートで初登場1位となり、バンド初の1位獲得作品となる。また、イギリスではカーディガンズ最大のヒット作となり、全英アルバムチャートで49週チャート圏内に入って自身最高の8位を記録した。一方、アメリカのBillboard 200では151位に終わり、前スタジオ・アルバム『ファースト・バンド・オン・ザ・ムーン』（1996年）に続くトップ100入りは果たせなかった。
Stephen Thomas Erlewineはオールミュージックにおいて5点満点中2.5点を付け「このグループの魅力的でメロディックなスタイルも多少は残っているが、従来のセンス・オブ・ユーモアやスタイルを取り払い、その代わり曖昧なエレクトロニカ風の実験や、柔和に歪んだギターを加えた」と評している。

## 収録曲
1. パラライズド - "Paralyzed" – 4:57
  - 作詞：ニーナ・パーション／作曲：ピーター・スヴェンソン
2. イレイス/リワインド - "Erase/Rewind" – 3:38
  - 作詞：ニーナ・パーション／作曲：ピーター・スヴェンソン
3. エクスプロード - "Explode" – 4:04
  - 作詞：ニーナ・パーション／作曲：ピーター・スヴェンソン
4. スターター - "Starter" – 3:53
  - 作詞：ニーナ・パーション／作曲：ピーター・スヴェンソン
5. ハンギング・アラウンド - "Hanging Around" – 3:44
  - 作詞：ニーナ・パーション、ピーター・スヴェンソン／作曲：ピーター・スヴェンソン
6. ハイアー - "Higher" – 4:32
  - 作詞：ニーナ・パーション、ピーター・スヴェンソン／作曲：ピーター・スヴェンソン
7. マーヴェル・ヒル - "Marvel Hill" – 4:15
  - 作詞：マグナス・スヴェニングソン、ニーナ・パーション／作曲：ピーター・スヴェンソン
8. マイ・フェイヴァリット・ゲーム - "My Favorite Game" – 3:40
  - 作詞：ニーナ・パーション／作曲：ピーター・スヴェンソン
9. ドゥ・ユー・ビリーヴ - "Do You Believe" – 3:22
  - 作詞：ニーナ・パーション、ピーター・スヴェンソン／作曲：ピーター・スヴェンソン
10. ジャンク・オブ・ザ・ハーツ - "Junk of the Hearts" – 4:08
  - 作詞：マグナス・スヴェニングソン、ニーナ・パーション／作曲：ピーター・スヴェンソン
11. ニル - "Nil" – 2:17
  - 作曲：ラッセ・ヨハンソン

## カヴァー
- ドゥ・ユー・ビリーヴ
  - デフトーンズ - アナログで5000枚限定リリースされたカヴァー・アルバム『Covers』（2011年）に収録[20]。

## 参加ミュージシャン
- ニーナ・パーション - ボーカル
- ピーター・スヴェンソン - ギター
- ラッセ・ヨハンソン - キーボード、ギター
- マグナス・スヴェニングソン - ベース
- ベングド・ラガーバーグ - ドラムス、パーカッション

アディショナル・ミュージシャン
- リネット・コヤナ - バッキング・ボーカル(on #6)
- スティーヴ・キャメロン - バッキング・ボーカル(on #6)
- Inger Ohlén - バッキング・ボーカル(on #6)
- Robert Jelinek - バッキング・ボーカル(on #6)
- Vibeke Moos Knudsen - バッキング・ボーカル(on #6)